# Swainsona pedunculata
Swainsona pedunculata är en ärtväxtart som beskrevs av Alma Theodora Lee. Swainsona pedunculata ingår i släktet Swainsona och familjen ärtväxter. Inga underarter finns listade i Catalogue of Life.